# Mateusz Ligocki
Mateusz Ligocki (ur. 18 czerwca 1982 w Cieszynie) – polski snowboardzista, olimpijczyk, zawodnik klubu sportowego AZS-AWF Kraków, AZS-AWF Katowice.

## Kariera
Pierwszy raz na arenie międzynarodowej Mateusz Ligocki pojawił się 20 grudnia 1997 w zawodach FIS Race w austriackim Haus, gdzie zajął 52. miejsce w gigancie równoległym. W 1998 roku wystartował na Mistrzostwach Świata Juniorów w Chamrousse, zajmując 44. miejsce w gigancie oraz 25. miejsce w half-pipe’ie. Najlepszy wynik w tej kategorii wiekowej osiągnął w 2002 roku, podczas Mistrzostw Juniorów w Rovaniemi, gdzie był dziewiąty w snowboardcrossie.
W Pucharze Świata zadebiutował 11 marca 1999 w Olang, zajmując 69. miejsce w gigancie równoległym. Pierwsze punkty wywalczył dziewięć miesięcy później, 28 listopada 1999 w Tignes, zajmując 25. miejsce w half-pipe’ie. Były to jego jedyne punkty w sezonie 1998/1999, który ukończył na 127. pozycji. Pierwsze pucharowe podium Ligocki wywalczył 17 września 2004 w Valle Nevado, gdzie był drugi w snowcrossie. Został tym samym pierwszym polskim snowboardzistą, który stanął na podium zawodów PŚ. Jeszcze trzykrotnie plasował się w czołowej dziesiątce zawodów sezonu 2004/2005, i w klasyfikacji snowcrossu zajął ostatecznie piąte miejsce. Dobrze wypadł także w sezonie 2007/2008, w którym zajął szóste miejsce w klasyfikacji snowcrossu. Wtedy też odniósł swoje pierwsze pucharowe zwycięstwo – 13 marca 2008 w Valmalenco był najlepszy w snowcrossie. Oprócz snowcrossu sportowiec startuje także w half-pipe’ie i big air – konkurencjach freestylowych.
W 2003 roku wystąpił na Mistrzostwach Świata w Kreischbergu, gdzie jego najlepszym wynikiem było 23. miejsce w half-pipe’ie. Najlepszy jak dotąd wynik osiągnął cztery lata później, podczas Mistrzostw Świata w Arosa, gdzie w snowcrossie był jedenasty. W 2006 roku wystąpił na Igrzyskach Olimpijskich w Turynie, zajmując 44. miejsce w half-pipe’ie, a w snowcrossie był dwudziesty. Na Igrzyskach Olimpijskich w Vancouver w 2010 roku rywalizację w snowcrossie ukończył na 29. pozycji.
Mateusz Ligocki startuje także w zawodach Pucharu Europy, piętnastokrotnie stając na podium, z czego siedem razy na jego najwyższym stopniu. W klasyfikacji snowcrossu w sezonie 2004/2005 zajął drugie miejsce, a w sezonie 2005/2006 był najlepszy. Uczestniczył w Winter X Games w latach 2008, 2011 i 2012, najlepszy wynik osiągając w 2011 roku, kiedy był jedenasty w snowcrossie. Jest także wielokrotnym mistrzem Polski. Ponadto ma swym koncie medale międzynarodowych mistrzostw między innymi Nowej Zelandii, Włoch i Czech oraz Niemiec.
Jego brat Michał oraz kuzynka Paulina również uprawiają snowboarding.
Został ambasadorem zorganizowanych w Krakowie Światowych Dni Młodzieży 2016.

## Osiągnięcia

### Igrzyska olimpijskie
| Miejsce | Dzień     | Rok  | Miejscowość | Konkurencja    | Zwycięzca       |
| ------- | --------- | ---- | ----------- | -------------- | --------------- |
| 44.     | 12 lutego | 2006 | Turyn       | Half-pipe      | Shaun White     |
| 20.     | 16 lutego | 2006 | Turyn       | Snowboardcross | Seth Wescott    |
| 29.     | 15 lutego | 2010 | Vancouver   | Snowboardcross | Seth Wescott    |
| 33.     | 18 lutego | 2014 | Soczi       | Snowboardcross | Pierre Vaultier |
| 20.     | 15 lutego | 2018 | Pjongczang  | Snowboardcross | Pierre Vaultier |

### Mistrzostwa świata
| Miejsce | Dzień       | Rok  | Miejscowość | Konkurencja       | Zwycięzca          |
| ------- | ----------- | ---- | ----------- | ----------------- | ------------------ |
| 23.     | 17 stycznia | 2003 | Kreischberg | Halfpipe          | Markus Keller      |
| 35.     | 18 stycznia | 2003 | Kreischberg | Big Air           | Risto Mattila      |
| 38.     | 19 stycznia | 2003 | Kreischberg | Snowboardcross    | Xavier de Le Rue   |
| 20.     | 16 stycznia | 2005 | Whistler    | Snowboardcross    | Seth Wescott       |
| 47.     | 18 stycznia | 2005 | Whistler    | Gigant równoległy | Jasey-Jay Anderson |
| 23.     | 21 stycznia | 2005 | Whistler    | Big Air           | Antti Autti        |
| 33.     | 22 stycznia | 2005 | Whistler    | Half-pipe         | Antti Autti        |
| 11.     | 14 stycznia | 2007 | Arosa       | Snowboardcross    | Xavier de Le Rue   |
| 28.     | 18 stycznia | 2011 | La Molina   | Snowboardcross    | Alex Pullin        |
| 15.     | 26 stycznia | 2013 | Stoneham    | Snowboardcross    | Alex Pullin        |

### Uniwersjada
1. Piancavallo – 21 stycznia 2003 – 4. miejsce (snowboardcross)
2. Piancavallo – 25 stycznia 2003 – 9. miejsce (halfpipe)
3. Bardonecchia – 25 stycznia 2007 – 10. miejsce (snowboardcross)
4. Bardonecchia – 27 stycznia 2007 – 4. miejsce (halfpipe)
5. Mao’ershan – 21 lutego 2009 – 9. miejsce (snowboardcross)

### Puchar Świata

#### Miejsca w klasyfikacji generalnej
- sezon 1998/1999: 127.
- sezon 1999/2000: 127.
- sezon 2000/2001: –
- sezon 2001/2002: 58.
- sezon 2002/2003: 7.
- sezon 2003/2004: 13.
- sezon 2004/2005: –
- sezon 2005/2006: 88.
- sezon 2006/2007: 226.
- sezon 2007/2008: 24.
- sezon 2008/2009: 96.
- sezon 2009/2010: 99.
- sezon 2010/2011: –
- sezon 2011/2012: –
- sezon 2012/2013: –

#### Miejsca w klasyfikacji snowboardcrossu
- sezon 1998/1999: 89.
- sezon 1999/2000: 103.
- sezon 2000/2001: 55.
- sezon 2001/2002: 38.
- sezon 2002/2003: 32.
- sezon 2003/2004: 51.
- sezon 2004/2005: 5.
- sezon 2005/2006: 33.
- sezon 2006/2007: 49.
- sezon 2007/2008: 6.
- sezon 2008/2009: 27.
- sezon 2009/2010: 27.
- sezon 2010/2011: 31.
- sezon 2011/2012: 13.
- sezon 2012/2013: 14.

#### Zwycięstwa w zawodach
1. Valmalenco – 13 marca 2008 (snowboardcross)
2. Veysonnaz – 16 marca 2013 (snowboardcross)[3]

#### Pozostałe miejsca na podium
1. Valle Nevado – 17 września 2004 – 2. miejsce (snowboardcross)
2. Bad Gastein – 13 stycznia 2008 – 3. miejsce (snowboardcross)
3. Sungwoo – 15 lutego 2008 – 3. miejsce (snowboardcross)
4. Chapelco – 13 września 2008 – 3. miejsce (snowboardcross)
5. Valmalenco – 12 marca 2010 – 3. miejsce (snowboardcross)